# Haidenholzalm
Die Haidenholzalm ist eine Alm im Schlechinger Forst in der Gemeinde Schleching.
Ein Kaser der Haidenholzalm steht unter Denkmalschutz und ist unter der Nummer D-1-89-141-66 in die Bayerische Denkmalliste eingetragen.

## Baubeschreibung
Der Linnerkaser ist ein Steinbau mit Blockbaugiebel und ist bezeichnet mit dem Jahr 1808.

## Heutige Nutzung
Die Haidenholzalm wird landwirtschaftlich genutzt, der neue Weberbauerkaser ist zwischen Mitte Juni und Ende September bewirtet.

## Sonstiges
Der alte Weberbauerkaser, der 1998 durch einen größeren Neubau ersetzt wurde, wurde in das Freilichtmuseum Glentleiten transloziert und kann dort besichtigt werden. Der Faschingkaser von 1824 und der Knoglerkaser von 1924 wurden abgebrochen.
Neben dem neuen Weberbauerkaser befindet sich noch ein drittes Gebäude auf der Alm. Westlich des Linnerkasers steht noch ein Stadel.

## Lage
Die Haidenholzalm liegt nordöstlich vom Geigelstein unterhalb des Weitlahnerkopfes auf einer Höhe von 1340 m ü. NN.